# Wyatt Sanford
Wyatt Sanford (født 3. november 1998) er en canadisk bokser.
Han repræsenterede Canada ved sommer-OL 2020 i Tokyo, hvor han blev elimineret i første runde.
Ved sommer-OL 2024 i Paris vandt han bronze.